# Слишком крут для неудачи
Слишком крут для неудачи (англ. Too Big to Fail, альтернативный перевод: «Крах неприемлем: спасая Уолл-стрит») — основанный на реальных событиях телефильм режиссёра Кёртиса Хэнсона, производства Spring Creek Productions и Deuce Three Productions совместно с телекомпанией HBO, вышедший на экраны 23 мая 2011 года. Снят по мотивам документальной книги Too Big to Fail Эндрю Росса Соркина. Получил множество положительных критических отзывов, а также 11 номинаций на телепремию «Эмми» и 3 номинации на премию «Золотой глобус».

## Сюжет
Фильм представляет собой последовательное изложение событий конца мая — начала октября 2008 года, происходящих в финансовом секторе США и послуживших началом мирового финансового кризиса 2008—2011. Сюжет сосредоточен вокруг действий министра финансов США Генри Полсона (в его роли — Уильям Хёрт), который пытается сдержать разворачивающуюся катастрофу.

### Крах Lehman Brothers
Дик Фулд (Джеймс Вудс), CEO инвестиционного банка Lehman Brothers, пытается найти внешние инвестиции для своего банка, однако инвесторы не спешат вкладывать деньги в Lehman. Они опасаются «токсичных» активов компании, связанных в первую очередь с жилой недвижимостью, что подвергает банк серьёзному риску. Кроме того, министерство финансов США, по идеологическим причинам, отказывается от выкупа этих активов в той или иной форме, как они поступили раньше с Bear Stearns. Тем не менее, ряд предложений от инвесторов (в частности от Уоренна Баффета и Корейского банка развития) все же поступают, однако Дик либо отказывается от них, так как считает, что в этих предложения его компания недооценена, либо срывает сделку, пытаясь продать компанию вместе с активами в «токсичной» недвижимости. Он считает, что рынок жилья восстановится. В то же время, Полсон пытается решить проблему с Lehman частным образом. В результате его действий, американский Bank of America и британский Barclays выражают интерес к покупке «хороших» активов Lehman. Однако, вскоре Bank of America выходит из сделки, предпочитая купить Merrill Lynch. Barclays же готов инвестировать в Lehman, однако наталкивается на сопротивление Управления по финансовому регулированию и надзору Великобритании, которое отказывается одобрить сделку. У Lehman не остается вариантов и в тот же день Полсон фактически приказывает Фулду объявить о банкротстве до начала работы азиатских финансовых рынков, чтобы не спровоцировать их падение.

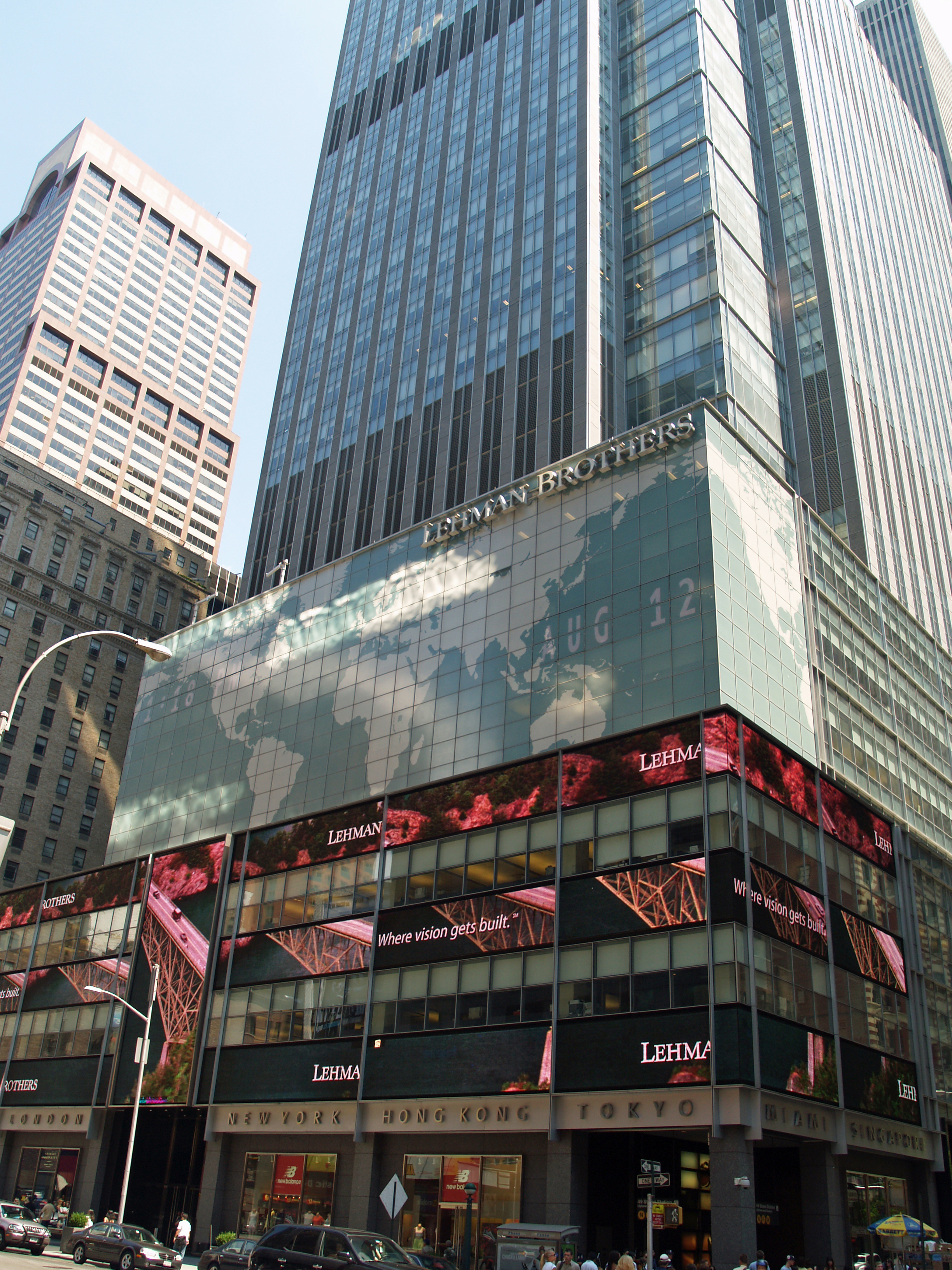
Здание Lehman Brothers (Нью-Йорк). Демонстрируется в фильме. Место действия сюжетной линии Дик Фулд

История Дика Фулда в Крах неприемлем: спасая Уолл-Стрит в значительной степени шекспировская. Он один из тех кто «отпал от благодати». Будучи очень преданным Lehman Brothers — его сотрудникам, коллегам и инвесторам, я думаю, он просто не смог поверить, что банк начал трещать по швам.
Оригинальный текст (англ.)Dick Fuld's storyline in TOO BIG TO FAIL is that of a rather Shakespearean dimension. He is the one who falls mightily from grace. He was very dedicated to Lehman Brothers – his employees, his colleagues and investors. And I think that he just could not believe that it was unraveling.
— Джеймс Вудс о своем персонаже

### Падение рынков и проблемы с AIG
Неожиданно для Полсона и его команды, первоначальная реакция на банкротство Lehman, как Уолл-стрита, так и политических кругов является благоприятной. Воодушевленный Полсон проводит пресс-конференцию, где говорит о том что и в дальнейшем казначейство не будет поощрять моральный риск. Однако, вскоре он узнает, что кредитные риски Lehman оказывают сильное влияние на весь рынок ценных бумаг, который начинает стремительно падать. В этот же момент начинается кризис AIG. Компания AIG продавала страховки по пакетам ипотечных ценных бумаг для банков. Поскольку рынок ипотеки обрушился, AIG не может выплатить по своим страховым обязательствам. Полсон и его сотрудники понимают, что если они позволят AIG рухнуть, компания объявит дефолт по всем страховым выплатам, что приведет к полному краху американской и мировой финансовой индустрии. Поскольку AIG не является банком и обладает определёнными активами, министерство финансов выделяет им экстренную помощь.

### Борьба с развитием кризиса и разработка «Плана Полсона»
Бен Бернанке (Пол Джаматти), председатель Федеральной резервной системы, считает, что для решения подобных ситуаций в будущем, необходимо принять соответствующий закон в Конгрессе, легализующий финансовую помощь ФРС и министерства финансов. Полсон скептически настроен по отношению к перспективам принятия такого закона всего за два месяца до выборов, и опасается худшего варианта развития событий: министерство финансов публично признает что нуждается в помощи Конгресса для преодоления кризиса, а Конгресс прямо откажет ему в такой помощи.
Тем не менее, Полсон и его команда устраивают мозговой штурм, каким образом лучше всего нужно будет использовать полученные деньги, если Конгресс их все же выделит. Все сходятся на варианте действий под условно-ироничным названием «бабло за дерьмо» («cash for trash») — нужно выкупить «токсичные» активы сомнительной ценности, что позволит банкам стабилизироваться на определённом уровне стоимости. Предлагается также прямое вливание капитала, но этот вариант отклоняют как политически неприемлемый: демократы не поддержат его, потому что увидят в нём операцию по спасению банков, а республиканцы — потому что воспримут его как национализацию отрасли. Тимоти Гайтнер (Билли Крудап), президент Федерального резервного банка Нью-Йорка, понимает что ситуация на рынке не может ждать, пока Конгресс решится предпринять необходимые действия и пытается провести объединение инвестиционных и обычных, коммерческих банков, что позволит инвестиционным банкам получить доступ к федеральному дисконтному окну. Однако попытка проваливается, поскольку коммерческие банки не хотят брать на себя дополнительные риски, а инвестиционные — продаваться по заниженной цене. В процессе переговоров и подготовки предложений по оздоровлению финансовой системы, Полсон неожиданно получает звонок от Джеффри Иммельта CEO General Electric который информирует Полсона, что GE не может больше финансировать свои собственные ежедневные операции, несмотря на то, что они являются стабильной и прибыльной компанией. Полсон понимает, что кризис перерос финансовую сферу и начинает угрожать экономике в целом.

Полсон человек действия, человек текущего момента. Он тот кто сначала стреляет, а потом задает вопросы. Бернанке же — человек другого рода, он более бесстрастен. Он не с Уолл-стрит. Он тот, кто серьёзно занимался научным изучением Великой депрессии. Поэтому Бернанке действительно смотрит на происходящее с точки зрения исторической перспективы. Гайтнер также очень интересен. Он намного моложе, чем два других персонажа, и он всю свою жизнь проработал в правительстве.
Оригинальный текст (англ.)Paulson is a man of action. He's a man of the moment. He's a person who shoots first and asks questions later. In Bernanke, we have someone who's a little bit more detached. He's not of Wall Street. He's somebody who has actually done his great academic work on the Great Depression. So Bernanke really has a historical perspective on what's going on. Geithner is also a really interesting character. He's much younger than the other two, and he's someone who's worked in government his whole life.
— Автор сценария Питер Гулд о ключевых персонажах из Министерства финансов США

### Принятие «Акта 2008 года о чрезвычайной экономической стабилизации»
Бернанке и Полсон пытаются убедить Конгресс в необходимости принятия срочных мер. Бернанке подчеркивает, что несмотря на то что сейчас под ударом находятся банки, именно недостаточная выдача кредитов банками превратила Биржевой крах 1929 года в Великую Депрессию. Если Конгресс откажется помочь, ситуация может стать намного-намного хуже.
Если мы не сделаем это сейчас, в понедельник у нас не будет экономики.Пол Джаматти (в образе Бена Бернанке) 
 на переговорах с комитетом Конгресса
Кажется, закон должен пройти через Конгресс, однако все меняет решение кандидата в президенты США Джона Маккейна прервать избирательный тур и присоединится к обсуждению данного закона — по-видимому начав все переговоры с самого сначала. Полсон лично просит Нэнси Пелоси не начинать повторное рассмотрение законопроекта и голосование начинается, но закон не проходит — слишком много республиканцев голосует против. Это приводит к немедленному падению индекса Доу Джонса на 600 пунктов. После поднявшейся вслед за этим волны паники и пламенной речи президента США Джорджа Буша-младшего законопроект проходит со второй попытки и «Акт 2008 года о чрезвычайной экономической стабилизации» становится действующим законом.

Это удивительная ситуация, что именно эти три человека были объединены, чтобы решить подобную задачу. Они предполагали наличие проблемы, но то, с чем они в итоге столкнулись, оказалось значительно больше их самых тревожных предположений.
Оригинальный текст (англ.)It was an amazing event that those three personalities were brought together for this. They anticipated a problem, but the problem that they got was so much greater than anything they expected.
— Уильям Хёрт о Бене Бернанке, Тимоти Гайтнере и своем персонаже, Генри Полсоне.

### «Прямое вливание капитала»
У Полсона и его команды теперь есть деньги, но внезапно обнаруживается, что выкуп «токсичных» активов займет не менее двух месяцев, кроме того, все банки хотят продать их по номинальным, а не реальным ценам. Тогда они возвращаются к отвергнутой ранее идее «прямого вливания капитала», как единственной возможности обеспечить выдачу кредитов финансовой системой страны. Реализация плана осложняется ещё и тем, что нельзя добавить капитал только слабым банкам, так как это означало бы подтвердить что они «слабые», что привело бы к ещё большому оттоку капитала из них и, как следствие, к необходимости в ещё большей финансовой помощи казначейства.
С помощью главы Федеральной корпорации по страхованию вкладов Шейлы Баир и угрозы аудита со стороны ФКСВ, Полсон информирует глав банков-участников тайного совещания, что все они получат обязательные вливания капитала со стороны государства, которое приобретет акции без права голоса. Все они должны использовать эти деньги, чтобы начать вновь выдавать кредиты. В итоге банки соглашаются на дополнительное финансирование, при этом Полсон не решается заставить их согласиться на дополнительные ограничения, опасаясь что в этом случае они откажутся. Пресс-секретарь Полсона сетует, что стороне, спровоцировавшей кризис позволено диктовать условия на которых они будут спасены. Бернанке говорит, что надеется, что банки используют полученные средства как следует и начнут выдавать кредиты. Полсон, находящийся в болезненном физическом состоянии из-за постоянного стресса и недосыпания, говорит фразу:
Разумеется они начнут... разумеется они начнут.

### Эпилог
Эпилог, однако, информирует зрителя что несмотря на стабилизацию финансовых рынков и погашение обязательств по программе TARP, требования банков для выдачи кредитов продолжили ужесточаться. Это привело к росту безработицы и массовым лишениям прав на выкуп закладных. Кроме того, благодаря кризису и действиям правительства процесс объединения банков продолжился и на момент выхода фильма 10 финансовых учреждений контролировали 77 % всех банковских активов США и были признаны «слишком большими, чтобы обанкротиться» (парафраз оригинального названия фильма на английском: «Too big to fail»).

Все это не кончилось, никоим образом. Каждый день мы открываем газеты — каждый божий день — и как будто я все ещё читаю справочные материалы по нашему сценарию.
Оригинальный текст (англ.)This is not over by any means. I mean, every single day we pick up the newspaper – every single day – and it's like I am reading background material on this script.
— Уильям Хёрт о развитии ситуации после финала телефильма.

### Упоминание о России
Несмотря на то что сюжет фильма не имеет прямого отношения к России, действия Москвы являются важным фактором для принятия Полсоном решений по финансовой стабилизации. Параллельно с развитием кризиса в Lehman, Полсон, в рамках сюжета, пытается решить финансовую проблему ипотечных агентств Fannie Mae и Freddie Mac. Во время обеда с представителями Китайской народной республики, который проходит в рамках визита Полсона в Китай (как гостя августовской Олимпиады 2008), официальный представитель китайской стороны интересуется состоянием дел в этих компаниях, так как Китай инвестировал в них «сотни миллиардов». Полсон пытается заверить собеседника, что инвестиции его страны в безопасности, однако тот информирует его, что в прошлом месяце у него состоялся разговор с русскими. Те также обладают солидным пакетом ценных бумаг вышеупомянутых компаний и они предложили Китаю совместно и без предупреждения выбросить на рынок облигации Фанни и Фредди на сотни миллиардов долларов. Потрясённый Полсон пытается уточнить, чем закончилась беседа, однако представитель Китая успокаивает его: они «вежливо отказались». Тем не менее, он говорит Полсону, что «внешний долг вашей страны — серьёзная уязвимость».
После возвращения из Китая, во время завтрака Полсона с Беном Бернанке, глава ФРС спрашивает был ли этот разговор угрозой, однако Полсон, отвечает что это было всего лишь «дружеское напоминание». Однако:
Один телефонный звонок в Москву — и они могут похоронить нашу экономику
Вскоре после этого Fannie Mae и Freddie Mac переходят под управление государства.

## В ролях
| Актёр             | Роль                                                                                       |
| ----------------- | ------------------------------------------------------------------------------------------ |
| Тофер Грейс       | сотрудник министерства финансов США Джим Уилкинсон                                         |
| Пол Джаматти      | председатель Федеральной резервной системы Бен Бернанке                                    |
| Билли Крудап      | президент Федерального резервного банка Нью-Йорка Тимоти Гайтнер                           |
| Уильям Хёрт       | министр финансов США Генри Полсон                                                          |
| Джеймс Вудс       | CEO Lehman Brothers Дик Фулд                                                               |
| Билл Пуллман      | CEO JPMorgan Chase Джеймс Даймон                                                           |
| Тони Шалуб        | CEO Morgan Stanley Джон Мак                                                                |
| Мэттью Модайн     | председатель Совета директоров и CEO Merrill Lynch Джон Тейн                               |
| Том Мейсон        | председатель Совета директоров и CEO AIG Боб Виллумстэд                                    |
| Эджей Мехта       | CEO Citigroup Викрам Пандит                                                                |
| Эдвард Аснер      | председатель совета директоров и исполнительный директор Berkshire Hathaway Уоррен Баффетт |
| Синтия Никсон     | помощник министра финансов по связям с общественностью Мишель Дэвис                        |
| Джои Слотник      | сотрудник министерства финансов США Дэн Джестер                                            |
| Майкл О’Киф       | частный инвестор Крис Флауэрс                                                              |
| Эми Карлсон       | CFO Lehman Brothers Эрин Каллан                                                            |
| Питер Херман      | председатель комиссии по ценным бумагам и биржам (США) Кристофер Кокс                      |
| Дэн Хедайя        | конгрессмен Барни Франк (Массачусетс)                                                      |
| Кэти Бейкер       | супруга министра финансов Венди Полсон                                                     |
| Стив Том          | сенатор Кристофер Додд (Коннектикут)                                                       |
| Эван Хэндлер      | CEO Goldman Sachs Ллойд Бланкфейн                                                          |
| Айяд Ахтар        | временный помощник министра финансов по финансовой стабильности Нил Кашкари                |
| Лайла Робинс      | министр финансов Франции Кристина Лагард                                                   |
| Эндрю Росс Соркин | бизнес-журналист (камео)                                                                   |

## История создания
Исполнительные
продюсеры
Кёртис Хэнсон
Паула Вайнштейн
Джеффри Левин
Соисполнительные
продюсеры
Кэрол Фенелон
Сопродюсер
Питер Гулд
Эндрю Росс Соркин
Продюсер
Эзра Свердлоу
Режиссёр
Кёртис Хэнсон
Сценарист
Питер Гулд
Автор первоисточника
Эндрю Росс Соркин
Оператор
Крамер Моргенто
Монтаж
Пламми Такер
Барбара Таллайвер
Подбор актёров
Алекса Л. Фогель
Кристина Кромер
Композитор
Марсело Зарвос
В 2009 году американский журналист Эндрю Росс Соркин (финансовый колумнист Нью-Йорк Таймс) выпустил книгу Слишком большие, чтобы обанкротиться. Как Уолл-стрит и Вашингтон боролись, чтобы сохранить финансовую систему и самих себя: взгляд изнутри. (в оригинале: Too Big to Fail: The Inside Story of How Wall Street and Washington Fought to Save the Financial System — and Themselves). Сразу же после выхода книги она попала на четвёртое место в списке бестселлеров Нью-Йорк Таймс, рецензии на неё опубликовал ряд ведущих экономических изданий, в частности, журнал Economist (в котором книга характеризуется как «история об актёрах самого выдающегося финансового спектакля за последние 80 лет, рассказанная блистательно»), газета Нью-Йорк Таймс, сайт известной корпорации, специализирующейся на поставке финансовой информации — Bloomberg. За два месяца с момента выхода книги было продано более 150 тысяч экземпляров.
Первоначально HBO планировала снять фильм о финансовом кризисе 2008 по документальной книге Все дьяволы здесь: тайная история финансового кризиса бизнес-журналистов Бетани Маклин и Джо Носера (ориг. All the Devils Are Here: The Hidden History of the Financial Crisis), однако та не была готова в необходимый для написания сценария срок. Поэтому, в марте 2010 года телекомпания HBO объявила о заключении контракта на выкуп прав на экранизацию бестселлера Соркина. В августе того же года было объявлено, что режиссёром фильма станет обладатель Оскара Кёртис Хэнсон.
У Кёртиса Хэнсона вначале были сомнения, будет ли хоть кто-нибудь заинтересован историей о «группе парней в костюмах, которые сидят и обсуждают свои проблемы». Однако, после прочтения сценария, он нашёл захватывающим, что в центре истории оказался Генри Полсон, «титан» с Уолл-стрита, который внезапно обнаруживает себя в центре кризиса, единственным решением которого является то, что полностью противоречит всей его прежней философии — правительственное вмешательство. Эндрю Соркин же (который активно участвовал в создании фильма, являясь сопродюсером и консультантом), опасался что его историю сделают слишком сексуальной и «голливудизированной», однако в итоге, по его словам, HBO проделала «замечательную работу».

### Подбор актёров
О том, что Уильям Хёрт будет играть главную роль — министра финансов США Генри Полсона — было объявлено в августе 2010 года, одновременно с новостью об утверждении режиссёра фильма. 13 сентября того же года, в интервью телеканалу Fox Business Network Билли Крудап объявил, что он исполнит роль Тимоти Гайтнера. В начале октября 2010 года HBO анонсировала ряд актёров на ключевые роли в фильме, включая Полаа Джаматти на роль главы ФРС Бена Бернанке, Эдвард Аснер на роль «самого богатого человека мира» Уоррена Баффета, а также Синтию Никсон (Мишель Дэвис), Тофера Грейса (Джим Уилкинсон), Джеймса Вудса (Дик Фулд) и ряд других.
Одной из особенностей проекта являлось то, что все персонажи фильма реальны — это действующие функционеры существующих политических и финансовых институтов, играющие важную роль в современном мире. Критики, после выхода фильма, отметили большое физическое сходство персонажей и прототипов. Тем не менее, режиссёр фильма утверждает, что это не было основной целью, так как вряд ли средний человек с улицы знает как выглядит, например, Джеймс Даймон или Джон Мак. Необходимо было ухватить сущность этих персоналий. Для этого каждому актёру был выдан набор DVD с информацией о персонажах (видео-интервью, свидетельские показания, вырезки из газет, отрывки из книг того персонажа, которого должен был изобразить данный актёр), чтобы они могли узнать как их прототипы выглядят, ходят, разговаривают. Помимо этого, семеро актёров встретились с своими прототипами, включая Уильяма Хёрта, Билли Крудапа, Пола Джиаматти и Синтию Никсон.

### Название
Оригинальное название фильма (как и название книги) происходит от разговорного термина Too big to fail, обозначающего финансовые учреждения, настолько большие и имеющие такое количество экономических связей, что их банкротство будет иметь катастрофические последствия для экономики в целом. Считается, что такие учреждения должны получать более выгодные экономические и финансовые условия от правительств и центральных банков. Автором термина считается экономист Хайман Мински. Термин часто использовался во время финансового кризиса 2008—2011.

### Места съёмок

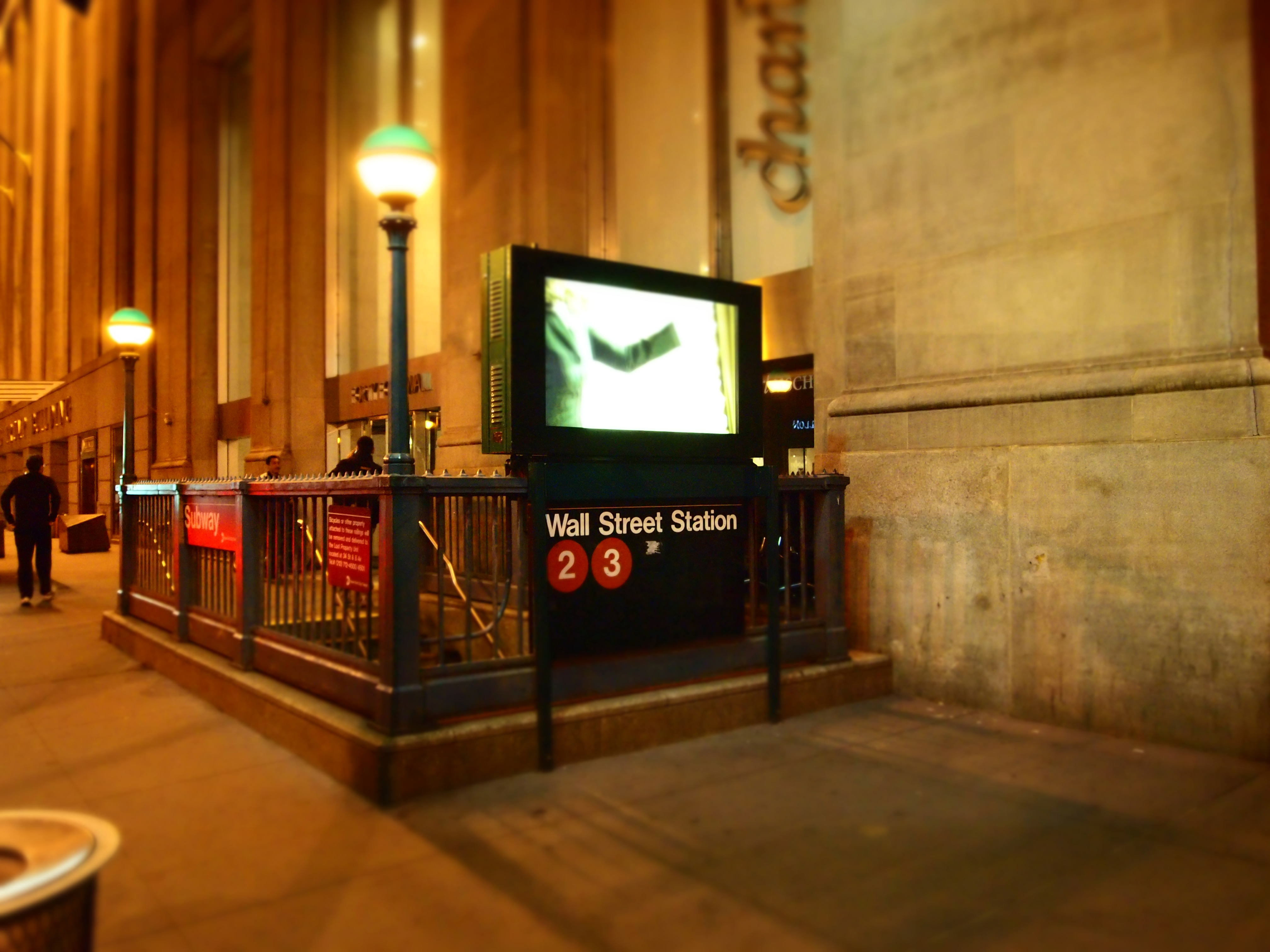
Станция метро «Уолл-стрит» (место съёмок сцены телефонного разговора Гайтнера с Полсоном)

Основное место действия фильма — Нью-Йорк, поэтому большое количество сцен снято на улицах этого города, в первую очередь, на Манхэттене, включая непосредственно Уолл-стрит, а также Бродвей, 7-ю Авеню и 52-ю стрит, Медисон-авеню и 63-ю стрит, Лексингтон Авеню и 53-ю стрит, 6-ю Авеню и 46-ю стрит, Парк-авеню и 50-ю стрит и в Теологической семинарии Нью-Йорка на Клермонт авеню
Кроме Манхэттена, съёмки проводились в Бруклине, в том числе в бруклинской кино- и телестудии JC Studios, Статен-Айленде, Лонг-Айленде — в отеле «Особняк Глен Ков», деревнях Манхассет и Фарминдейл (сцены в аэропорту).
Некоторые сцены были сняты в Нью-Джерси.

### Саундтрек
Саундтрек к фильму был написан бразильским пианистом и композитором Марсело Зарвосом и содержит 19 композиций. 12 июля 2011 года был выпущен музыкальный альбом, Too Big to Fail, название которого повторяет оригинальное название фильма. Альбом был выпущен под лейблом Varese Sarabande.
Вся музыка написана Марсело Зарвосом.
| №   | Название                              | Длительность |
| --- | ------------------------------------- | ------------ |
| 1.  | «The Banking Crisis/Main Titles»      | 4:29         |
| 2.  | «Times Square»                        | 4:16         |
| 3.  | «Phone Calls»                         | 3:13         |
| 4.  | «Give Me the Papers»                  | 4:45         |
| 5.  | «Tarp Fails»                          | 3:36         |
| 6.  | «Take the Vote»                       | 1:33         |
| 7.  | «Geithner Running»                    | 3:15         |
| 8.  | «Double Cross Phone Call»             | 1:55         |
| 9.  | «Insomnia»                            | 2:00         |
| 10. | «French Minister»                     | 4:20         |
| 11. | «Capital Injections»                  | 1:34         |
| 12. | «We Don't Want to Import Your Cancer» | 3:12         |
| 13. | «The Great Depression»                | 1:14         |
| 14. | «I Have a Company to Save»            | 1:18         |
| 15. | «They're Not On Top of It»            | 2:55         |
| 16. | «CEO Arrival»                         | 1:52         |
| 17. | «You Need to Sleep»                   | 1:35         |
| 18. | «Beijing»                             | 5:00         |
| 19. | «Paulson Theme»                       | 2:30         |

## Критика
Газета и web-сайт The A.V. Club принадлежащая агентству сатирических новостей The Onion присвоило фильму рейтинг «B». Телефильм получил в целом благоприятные отзывы от англоязычного веб-сайта агрегатора Metacritic и общую оценку 67/100 от 17 рецензентов. На сайте-агрегаторе Rotten Tomatoes картина имеет рейтинг 77% на основании 30 критических отзывов.

## Художественные особенности
Критики определяют жанр фильма «Крах неприемлем» — как документальную драму, то есть «телевизионный фильм, основанный на реальных событиях», однако режиссёр фильма отмечает, что прежде всего он пытался снять фильм-саспенс, в то время как продюсеры фильма говорят о его близости к жанру «фильмов ужасов».
Основная сюжетная линия фильма сосредоточена вокруг Генри Полсона, персонажа, который являясь убежденным республиканцем, вынужден изменить своим убеждениям в попытках сдержать кризис. Ирония ситуации заключается в том, что пытается решить проблемы, которые сам со своими коллегами создал, работая на Уолл-Стрит и Полсон испытывает отчаяние и большое чувство вины из-за происходящих событий. В фильме отсутствует деление на героев и злодеев, в истории нет героя как такового, даже Полсон — не герой, хоть и находится в центре сюжета. Помимо Полсона есть ещё персонажи (Бернанке и Гайтнер), которые также как и он прилагают все усилия, чтобы найти решение. Тем не менее, между персонажами Полсона и Бернанке есть существенная разница: Полсон «сначала стреляет потом задает вопросы», Бернанке же чувствует что от его слов зависит экономическая температура всей планеты и поэтому очень сдержан. Так они с Полсоном дополняют друг друга.
Несмотря на то, что речь идёт о судьбах мировой экономики, Крах неприемлем в первую очередь человеческая драма: об отношениях, конфликтах, личных историях небольшой группы людей, уверенных что они, созвучно оригинальному названию фильма, «слишком большие чтобы упасть» («too big to fail»). В то же время, в фильме отсутствует черно-белое видение: топ-менеджеры c Уолл-стрит делали то что они считали правильным для себя и для своих компаний и делали это максимально хорошо. Действие в фильме достаточно ограничено во времени, фильм отображает вполне конкретный отрезок кризиса, с конца марта 2008 по начало октября того же года, поскольку этот отрезок кризиса интересен и драматичен сам по себе и имеет ярко выраженные начало и конец.

## Награды и номинации
| Год  | Премия                                                        | Номинация                                                                                                   | Номинант(ы)                                                        | Результат |
| ---- | ------------------------------------------------------------- | --- | ------------------------------------------------------------------ | --------- |
| 2011 | 63-я Прайм-тайм премия «Эмми»                                 | Лучший мини-сериал или телефильм                                                                            |                                                                    | Номинация |
| 2011 | 63-я Прайм-тайм премия «Эмми»                                 | Лучший режиссёр мини-сериала или телефильма                                                                 | Кёртис Хэнсон                                                      | Номинация |
| 2011 | 63-я Прайм-тайм премия «Эмми»                                 | Лучший сценарист мини-сериала или телефильма                                                                | Питер Гулд                                                         | Номинация |
| 2011 | 63-я Прайм-тайм премия «Эмми»                                 | Лучший актёр в мини-сериале или фильме                                                                      | Уильям Хёрт                                                        | Номинация |
| 2011 | 63-я Прайм-тайм премия «Эмми»                                 | Лучший актёр второго плана в мини-сериале или телефильме                                                    | Пол Джаматти                                                       | Номинация |
| 2011 | 63-я Прайм-тайм премия «Эмми»                                 | Лучший актёр второго плана в мини-сериале или телефильме                                                    | Джеймс Вудс                                                        | Номинация |
| 2011 | 63-я Прайм-тайм премия «Эмми»                                 | Лучший оператор в мини-сериале или телефильме                                                               | Крамер Моргенто                                                    | Номинация |
| 2011 | 63-я Прайм-тайм премия «Эмми»                                 | Лучший подбор актеров в мини-сериале или телефильме                                                         | Алекса Л. Фогель и Кристина Кромер                                 | Номинация |
| 2011 | 63-я Прайм-тайм премия «Эмми»                                 | Outstanding Single-Camera Picture Editing for a Miniseries, Movie or a Special                              | Барбара Таллайвер (Barbara Tulliver), Пламми Такер (Plummy Tucker) | Номинация |
| 2011 | 63-я Прайм-тайм премия «Эмми»                                 | Лучшее звуковое сведение в мини-сериале или телефильме/Outstanding Sound Mixing For A Miniseries Or A Movie | Джимми Сабат, Крис Дженкинс, Боб Бимер                             | Номинация |
| 2011 | 63-я Прайм-тайм премия «Эмми»                                 | Лучший дизайн титров                                                                                        | Майкл Райли, Боб Свенсон, Адам Блюминга, Кори Шоу                  | Номинация |
| 2011 | Премия Ассоциации телевизионных критиков                      | Премия за выдающиеся достижения в кино, сериале и специальном шоу                                           |                                                                    | Номинация |
| 2012 | 69-я церемония вручения премии «Золотой глобус»               | Лучший мини-сериал или телефильм                                                                            |                                                                    | Номинация |
| 2012 | 69-я церемония вручения премии «Золотой глобус»               | Лучшая мужская роль — мини-сериал или телефильм                                                             | Уильям Хёрт                                                        | Номинация |
| 2012 | 69-я церемония вручения премии «Золотой глобус»               | Лучшая мужская роль второго плана — мини-сериал, телесериал или телефильм                                   | Пол Джаматти                                                       | Номинация |
| 2012 | 18-я церемония вручения наград премии Гильдии киноактёров США | |                                                                    |           |
| 2012 | Лучшая мужская роль в телефильме или мини-сериале             | Пол Джаматти                                                                                                | Победа                                                             |           |
| 2012 | Лучшая мужская роль в телефильме или мини-сериале             | Джеймс Вудс                                                                                                 | Номинация                                                          |           |

## Международный показ
| Страна         | Телеканал    | Название в переводе                  | Премьера   |
| -------------- | ------------ | ------------------------------------ | ---------- |
| США            | HBO          | Too big to fail (ориг.)              | 23.05.2011 |
| Дания          | Canal+ Hits  | Too big to fail (ориг.)              | 05.07.2011 |
| Норвегия       | Canal+ Hits  | Too big to fail (ориг.)              | 05.07.2011 |
| Финляндия      | Canal+ Hits  | Too big to fail (ориг.)              | 05.07.2011 |
| Швеция         | Canal+ Hits  | Too big to fail (ориг.)              | 05.07.2011 |
| Испания        | Canal+ Spain | Malas noticias (рус. Плохие новости) | 24.08.2011 |
| Великобритания | Sky Atlantic | Too big to fail (ориг.)              | 15.09.2011 |
| Германия       | TNT Film     | Too big to fail (ориг.)              | 25.11.2011 |

Помимо кабельных телевизионных сетей, телефильм был показан на фестивалях: 28 мая 2011 года на Большом телевизионном фестивале в Кёльне, Германия и 6 сентября 2011 года на французском 37-м Фестивале американского кино в Довиле.